# Đại học Y Gdańsk

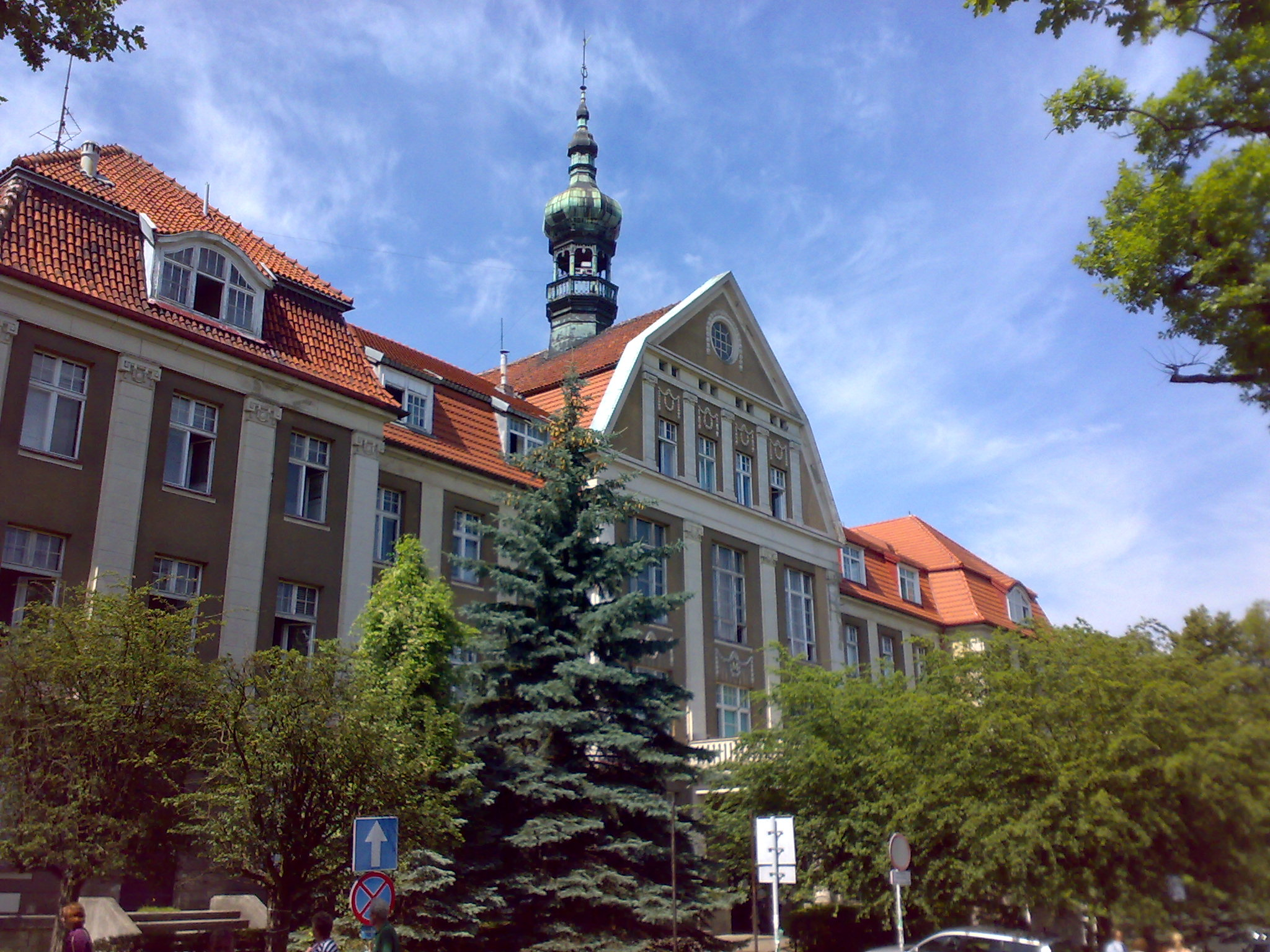
Tòa nhà 1 lịch sử của Bệnh viện MUG, Phố Dębinki.

Đại học Y Gdańsk (trước đây là Học viện Y Gdańsk) là trường đại học y lớn nhất ở miền bắc Ba Lan. Nó đào tạo hơn 5000 sinh viên đại học và sau đại học ở bốn khoa. 

## Khoa
Các khoa của trường bao gồm:
- Khoa Dược
- Khoa Dược với Phân khoa Y học Phòng thí nghiệm
- Khoa Khoa học Sức khỏe với Khoa Điều dưỡng và Viện Y học Hàng hải và Nhiệt đới
- Khoa Công nghệ sinh học liên trường của Đại học Gdańsk và Đại học Y khoa Gdańsk.

## Bảng xếp hạng đại học
MUG được công nhận trên toàn quốc là một trong những trường đại học hàng đầu ở Ba Lan và được xếp hạng quốc tế về y học lâm sàng bởi một số tổ chức đáng tin cậy nhất.

## Phát triển

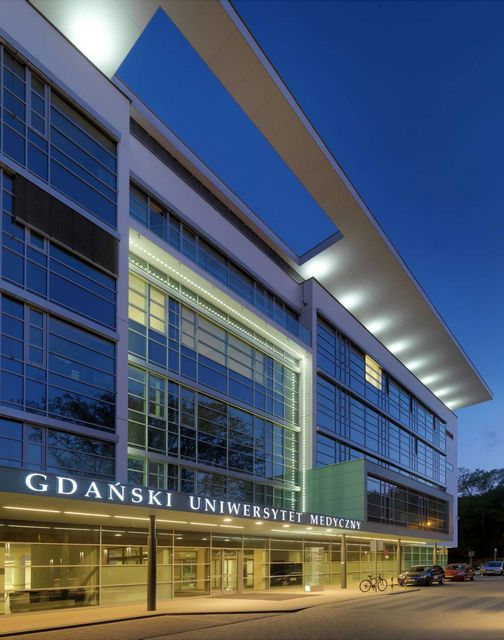
Trung tâm Y học xâm lấn được xây dựng vào năm 2011, được tài trợ bởi chính phủ Ba Lan (480 triệu PLN). Đây là khoản đầu tư chăm sóc sức khỏe lớn nhất ở khu vực Pomorskie trong 30 năm qua. Không gian giường tối đa của Trung tâm có thể phục vụ 311 bệnh nhân. Mái nhà của nó có chức năng như một bãi đáp trực thăng, được kết nối với Khoa Cấp cứu thông qua hai thang máy.

Nhiều viện nghiên cứu và phòng khám mới đã được thành lập, thiết bị đã được hiện đại hóa, các cơ sở mới đã được mở thêm và tất cả các tòa nhà bao gồm cả khuôn viên đã được trang bị máy tính và kết nối mạng. Năm 2007, việc hiện đại hóa bệnh viện giảng dạy chính, Trung tâm lâm sàng học thuật đã được mở. Khoản đầu tư được đồng tài trợ bởi ngân sách nhà nước với khoản trợ cấp 480 triệu zlotys Ba Lan.

## Liên kết quốc tế
Trường hợp tác với hơn 50 trường đại học và trung tâm khoa học ở nước ngoài. Nó trao đổi sinh viên và giáo viên trong khuôn khổ Chương trình Học tập suốt đời và là thành viên tích cực của nhiều tổ chức. Trường là thành viên sáng lập của hai tổ chức khu vực: ScanBalt và Mạng lưới Đại học Vùng Biển Baltic.

## Nhiệm vụ
Đại học Y khoa Gdańsk và các bệnh viện của nó hoạt động tại địa phương, cũng như ngoài khu vực. Chúng phục vụ cho sức khỏe và an ninh của khoảng 3,5 triệu người Ba Lan.

## Hợp tác
Đại học Y khoa Gdańsk cung cấp dịch vụ chăm sóc sức khỏe cho người dân địa phương Pomerania và cư dân của các khu vực lân cận, với tư cách là tổ chức sáng lập bệnh viện lâm sàng và các cơ sở chăm sóc sức khỏe khác.
Nó đảm nhận công việc là chuyên gia cho các cơ quan công quyền, ví dụ như trong Chương trình Sức khỏe cho Pomerania, nhằm mục đích cải thiện sức khỏe cho người dân trong khu vực. Trường đại học đang tích cực tham gia vào Chiến lược phát triển Voivodship Pomeranian, Chiến lược đổi mới khu vực và Chương trình hoạt động khu vực Voivodship Pomeranian.